# Sabancı Holding
Hacı Ömer Sabancı Holding A.Ş., ou simplement Sabancı Holding, est l'un des plus grands conglomérats industriels et financiers de Turquie dont 51,7 % est détenu par la famille Sabancı, fondatrice de cet empire, l'une des plus riches de Turquie. Le reste est coté à la Bourse d'Istanbul (BIST). 

## Histoire
En 1925, Hacı Ömer Sabancı se lance dans le commerce du coton. En 1932, Hacı Ömer Sabancı devient actionnaire de Çirçir, une usine d'égrenage de coton et, en 1943, d'une usine d'huile végétale, Türk Nebati Yağlar Fabrikasi. En 1946, il acquiert une deuxième usine d'huile végétale Marsa et en 1948 fonde la banque AKBank. 
En 1949, il achète sa première ferme de 1 000 hectares à Çukurova-Ceyhan, revendue en 2001. En 1950, il construit une usine d'égrenage de farine et de coton, Bossa Flour et en 1951, il fait de nouveaux investissements à Bossa et crée Bossa Textiles. En 1953, il achète une deuxième ferme de 650 hectares à Adana-Yureğir, revendue en 2002. 
En 1954, il crée la société OralitSA Construction Materials Trading Ltd. qui sera liquidée en 1998. En 1957, il achète une troisième ferme de 300 hectares à Çukurova près de Tarse, revendue en 2002. 
En 1958, il crée la société SapekSA Textiles & Soil Products Manufacturing & Trading Inc.. 
En 1960, il fonde la compagnie d'assurance AKSigorta et en 1961, il achète une quatrième ferme de 250 hectares à Adana à côté de l'aéroport. Peu avant son décès à Istanbul en 1966, Hacı Ömer Sabancı fonde la société SaSA Synthetic Fibers Inc..  
En 1967, la société holding Hacı Ömer Sabancı Holding est créée ainsi que les sociétés qui lui sont rattachées, AKçimento Cement Inc., la cimenterie AKçimento Büyükçekmece et INSA Istanbul Nylon Yarn Inc. (liquidée en 2004).
En 1968, la société TemSA Thermo Mechanical Equipments Inc. est créée ainsi que PlasSA Plastic Industry & Trading Inc. qui fusionnera avec la société PilSA en 1992 et la société Olmuksa Corrugated Cardboard & Paper Inc. (qui créera une coentreprise avec International Paper en 1998).
En 1971, création des sociétés PilSA Plastic Industry Inc., TekSA Cotton & Synthetic Yarn, Velvet Weaving & Finishing Inc. qui fusionnera avec BosSA en 1993.
En 1972, création des sociétés Çimsa Cement Inc., Exsa Export Inc. et AKKardansa Propeller Shafts Inc. revendue en 2003.
En 1973, création des sociétés YunSA Carpet & Worsted Products Inc. et KordSA Tire Cord Fabric Inc..
En 1974, le siège social de Hacı Ömer Sabancı Holding est transféré d'Adana à Istanbul. Création de VakSA Hacı Ömer Sabancı à Adana, de Atlantik Insurance Inc. renommée Cigna-SA Insurance Inc. en 1987 et vendue en 1996, et de LasSA Tire Inc. devenue BriSA Bridgestone Sabancı Tire Industry & Trade Inc. en 1988.
En 1975, création de Doğan Insurance Inc. renommée AKhayat Insurance Inc. en 1995 et AK Emeklilik en 2003. Cette même année, création des sociétés LiSA Tire Export & Marketing Inc. (fusionnée avec TurSA en 1999), BimSA Electronic Data Processing Inc. renommée I-BımsaIBM Sabancı International Business Information & Management Systems lors de la coopération avec IBM en 1992 et renommée BimSA en 2004 après le rachat de la participation d'IBM.
En 1976, rachat de Cipas Cement Products Inc. renommé BetonSA  en 1994 et fusionnera avec AkçanSA en 1998.
En 1978, création des coentreprises Türk Philips Industry Inc. et Türk Philips Trade Inc., sociétés revendues à Philips en 1997. 
En 1980, création de HolSA Inc. Trading Company New York renommée ExSA Americas en 2004, filiale de Dönkasan Paper Supplies Industry.
En 1981, création de AK International Bank Ltd. à Londres; renommée Sabancı Bank en 1993. 
En 1982, création de SuSA Liquid Bottling & Trading Inc. qui sera intégrée dans MarSA KJS en 1993 puis dans DanoneSA en 1997.
En 1984, Universal Trading (Jersey) Ltd. est fondée à Londres. 
En 1985, création de Ankara International Hotels Inc., de la JV BNP-AKbank Inc. entre BNP Paribas et AKBank devenue BNP-AK-Dresdner Bank Inc. après une prise de participation de Dresdner Bank en 1988 et renommée AK International Bank après le rachat des participations étrangères par AKBank en 2005.
En 1986, création de Hefti Worsted Fabric Weaving & Finishing Inc. (revendu en 2002) ainsi que du Centre de R&D ArgeSA Tire.
En 1987, création des sociétés :
- DuSA - (Dupont-Sabancı) Industrial Yarn Manufacturing & Trading Inc. qui sera intégrée dans KordSA en 1999,
- BekSA (Bekaert-Sabancı) Steel Cord Manufacturing & Trading Inc.,
- Cigna-Sa (Cigna-Sabancı) Insurance Inc. revendue en 1996,
- TurSA Tourism Inc..

En 1988, création des sociétés :
- BriSA (Bridgestone-Sabancı) Industry & Trade Inc.,
- BNP-AK-Dresdner Bank Inc. et BNP-AK-Dresdner Leasıng Inc. devenue AK Leasing en 2005,
- ExSA UK Ltd. à Londres,
- Mersin International Hôtels qui fusionnera avec TURSA en 1994,
- Inauguration du Centre Sabancı.

En 1990, création des sociétés :
- AKnet Business Information Systems qui sera intégrée dans AKBank en 2003,
- ToyotaSA en partenariat avec Toyota, Mitsui et Sabancı dont la participation sera cédée aux partenaires japonais en 2000,
- inauguration du ParkSA Hilton d'Istanbul.

En 1991, création de PhilSA & Tobacco Inc., JV entre Philip Morris et Sabancı. 
En 1992, création de 
- I-BimSA, JV entre IBM et BimSA filiale de Sabancı Holding, renommée BimSA en 2004 après le rachat de la participation d'IBM,
- Exsa UK Garforth Textile PlantLeeds en Angleterre, devenue filiale de DupontSA en 2000, a cessé ses activités en 2002,
- OySA İskenderun Cement Inc. en partenariat avec Oyak, a fusionné avec OySA Nigde renommée OySA en 2003,
- PlasSA est intégrée dans PilSA.

En 1993, création des sociétés : 
- Marsa KJS Food Products Manufacturing Inc. en partenariat avec Kraft Jacobs Suchard,
- fusion de TekSA avec BosSA,
- Nile Kordsa Tire Cord Fabric Inc. Egypte en partenariat avec Mısır Packaging Ltd en Égypte,
- le siège social de Sabancı Holding intègre le Sabancı Center,
- fusion de SuSA avec MarSA,
- AK International Bank devient Sabancı Bank PLC,
- BetonSA Cement Products Inc. qui fusionnera avec AKçanSA en 1998.

En 1994, ToyotaSA Automotive Inc. démarre la production d'automobiles, Mersin International Hôtels fusionne avec TurSA, les sociétés Sabancı Bank Guernsey Ltd. et Philip MorrisSA (Philip Morrıs Sabancı) Cigarette Marketing, Sales & Distribution Inc. sont créées.
En 1996 :
- EnerjiSA Energy Production Inc. est créée,
- CignaSa est vendue,
- EnerjiSA Energy Production Inc. est créée,
- CarrefourSA Ypermarket Chain est créée en partenariat avec Carrefour,
- HeidelbergCement deviendra actionnaire de AKçanSA (CBR-Sabancı) Cement Manufacturing Inc. après le rachat de CBR en 2000.

En 1997, 
- Sabancı Holding entre à la bourse d'Istanbul.
- HoecSA est créée en partenariat avec Hoechst Polyester Fabric Cord Cord Fabric Manufacturing Inc., renommée SakoSA en 1998, après que Hoechst ait transféré ses activités dans les fils de polyester à la société Koch-Saba - KoSA, un consortium USA-Mexique. Sabancı Holding est devenu le seul actionnaire en rachetant la part de 50 % de Hoechst dans Kosa en 2001,
- création de DanoneSA en partenariat avec Danone Food Products Manufacturing Inc., revendue à Danone en 2003,
- la société ExSA Handels Gmbh-Frankfurt est liquidée,
- les participations dans Turk Philips Industry Inc., Turk Philips Trade Inc. et Turk Philips Illumination Industry & Trade Inc. sont vendues au partenaire,
- Inauguration de l'Université Sabancı
- AK Securities Brokerage Services est créée,
- création de KarçimSA Cement Manufacturing Inc..

En 1998 :
- DanoneSA rachète Tikveşli,
- OralitSA est liquidée,
- BetonSA fusionne avec AKçanSA,
- OlmukSA, coentreprise avec International Paper Co. est créée.

En 1999 :
- création de GiySA (Arcadia Co. UK.-Sabancı) pour le commerce de détail de vêtements, revendue en 2002,
- DanoneSA rachète Birtat & Öncü Food Products,
- rachat de 70 % de Turk.Net, intégré dans Sabancı Telekom avec Ak Internet en 2003,
- LiSA est intégrée dans TurSA,
- rachat de la totalité de SakoSA (Kosa-Sabancı) Polyester Tire Cord Fabric Manufacturing Inc., ex JV HoecSA en partenariat avec Hoechst,
- création de DuSA Brazil et DuSA Argentina après le rachat de sociétés locales en partenariat avec Dupont,
- OlmukSA Mukavva Corrugated Cardboard Inc. est créée après le rachat de Kav Ambalaj Packaging Inc. qui fusionnera avec OLMUKSA en 2001,
- DuSA intégrée dans KordSA
- Ouverture de Sabancı Universıty

En 2000 :
- création de DupontSA BV en partenariat avec Dupont, dont Sabancı Holding est devenu le seul actionnaire en 2004 et qui sera renommée AdvanSA en 2005,
- l'usine textile ExSA UK Garforth est transférée à DupontSA BV,
- création de KraftSA en partenariat avec Kraft Foods (revendue en 2002),
- cession des participations dans les sociétés YazakiSA et ToyotaSA aux partenaires respectifs,
- création de ToyotaSA Pazarlama Passenger Cars Marketing Inc.,
- CarrefourSA rachète Continent Hypermarket Chain Turquie,
- création de TeknoSA (distribution d'appareils électroménagers et électroniques).

En 2001 :
- création de DuSA International LLC en partenariat avec Dupont,
- Sabancı devient le seul actionnaire de SakoSA,
- fusion de OlmukSA Mukavva avec OlmukSA,
- ouverture de l'hôtel Adana HiltonSA,
- rachat de Dia Turquie et création des magasins DiaSA Deep Discount,
- création de Ak Internet - Internet Service Provider intégré dans Sabancı Telekom et fusion avec Turk.Net en 2003,
- liquidation de ExSA Italia Srl.

En 2002 :
- Ouverture du musée Sakıp Sabancı.
- création de la société de production et de commercialisation alimentaire GıdaSA,
- vente des sociétés Hefti et GiySA. Cession de la participation dans KraftSA.
- Akhayat est renommée Akemeklilik.

En 2003 :
- création de Sabancı Telekomünikasyon Hizmetleri A.Ş. qui intègre les sociétés Ak Internet et Turk.Net,
- vente de la participation dans DanoneSA et de la société AkkardanSA,
- fusion de Aknet dans AKBank.
- fusion de OySA İskenderun et Oysa Niğde pour créer OySA Çimento,
- fusion de ExSA Deutschland GmbH avec YünSA.

En 2004 : 
- vente de l'usine de profilés PVC PilSA opérant sous la marque Winsa,
- liquidation de la société InSA,
- HolSA est renommée ExSA Americas,
- rachat de la participation d'IBM dans I-Bimsa qui est renommée BimSA,
- création de ExSA Foods Ltd. Angleterre,
- rachat de la participation de Dupont dans DupontSA qui est renommée AdvanSA en 2005.

En 2005 :
- lancement du projet SA 15+ - Sabancı en 2015 et plus tard,
- BNP-Ak-Dresdner Bank est renommée AK Uluslararası Bankası et BNP-Ak-Finansal Kiralama, AK Finansal Kiralama,
- rachat de Cobafi, premier producteur de fils en polyester DSP / HMLS,
- CarrefourSA rachète Gima et Endi,
- Ahmet Dördüncü est nommé PDG de Sabancı Holding,
- inauguration de nouvelles usines BriSA et BekSA en présence du Premier ministre M. Recep Tayyip Erdoğan,
- rachat de Ladik Cimento & Eskisehir (Standard) Cimento par AkcanSA et CimSA, filiales de Sabancı Holding,

En 2006 : 
- parrainage de l'exposition Picasso à Istanbul qui a attiré 300 000 visiteurs au Sakip Sabancı Museum,
- signature d'un accord de partenariat stratégique entre AKBank et Citibank,
- rachat par la société turque Kordsa Global, dont Sabancı Holding est actionnaire, de 99,5 % des actions d'IQNE Qingdao Nylon Enterprise Limited, qui opère en Chine et appartenait au groupe américain Investa Group,
- signature par Temsa avec la société Lasheen pour fabriquer des autobus en Egypte,
- H.Ö. Sabancı Holding AS (Sabancı) et Österreichische Elektrizitätswirtschafts-Aktiengesellschaft (Verbund) signent un accord de coopération pour former une JV (50/50) visant le marché turc de l'électricité,
- KordSA Global AS, leader mondial de sa spécialité, prend le contrôle de la société PT Branta Mulia.

En 2007 :
- YunSA rachète Uptown.
- Verbund rachète 49,99 % de EnerjiSA,
- TeknoSA prend le contrôle de Primex Company, 48 magasins Cosmo en Roumanie,
- OlmukSA inaugure une nouvelle usine à Bursa,
- fusion des compagnies d'assurance vie turques AK Emeklilik et Aviva et la création de AvivaSA,
- la PDG de Sabancı Holding, Güler Sabancı, a reçu la «décoration d'honneur de la Belgique»,
- le groupe Sabancı Holding reçoit la certification ISO 27001 et devient le premier et unique groupe turc à obtenir cette certification.

En 2008 : 
- les fondations du NGFPP Bandırma (920 MW), Kavşakbendi (180 MW) et Hacınınoğlu (142 MW) sont réalisées,
- un prêt de 1,0 milliard d'€uros est signé entre West LG AG, AKBank, EnerjiSA IFC et la Banque centrale européenne,
- les usines de TemSA Global en Égypte et à Adapazarı sont inaugurées et mises en service,
- la participation détenue par Sabancı Holding dans BekSA est transférée à Bekaert SA et celle détenue dans BosSA à Akkardan AS,

En 2009 :
- vente de la participation de 65 % détenue dans ToyotaSA à ALJ Lubnatsi Marketing,
- Güler Sabancı a reçu l'Ordre espagnol du mérite civil, Encomienda de Numero, en reconnaissance de sa contribution aux relations bilatérales entre les pays,

• parrainée par Sabancı Holding, l'exposition Venise et Istanbul pendant la période ottomane : l'amour par un autre nom a ouvert ses portes au musée Sakıp Sabancı.
En 2010 :
- mise en service de la plus grande usine turque de recyclage de gaz naturel EnerjiSA à Bandırma,

• la PDG de Sabanci Holding, Güler Sabancı a été décorée de la Légion d'Honneur française,
- la PDG de Sabancı Holding, Güler Sabancı, a reçu la Silbernes Ehrenkreuz der Republik Österreich, la plus haute légion d'honneur d'Autriche,

• Zafer Kurtul a été nommé PDG de Sabancı Holding.
En 2011 :
- la centrale éolienne EnerjiSA de Çanakkale a été inaugurée,
- la centrale hydroélectrique Hacınınoğlu a été mise en service pour la production d'électricité par EnerjiSA à Kahramanmaraş,
- la première installation de recyclage de chaleur de Turquie a été mise en service à Akşansa Çanakkale,
- regroupement des activités énergétiques de Sabancı Holding. Les sociétés filiales de Sabancı Holding sont intégrées dans EnerjiSA,

• Sabancı Holding et Ageas, une des plus importantes compagnies d'assurance turques, ont créé une JV (50/50) Aksigorta.
En 2012 :
- EnerjiSA commence la production d'électricité hydraulique du barrage de Menge,
- ÇimSA rachète 51 % de Afyon Çimento,
- Sabancı Group parraine la restauration du Centre culturel Atatürk.

En 2013 :
- Güler Sabancı a été nommée docteur Honoris Causa par la Hong Kong Polytechnic University et reçu le Prix David Rockefeller en raison de sa contribution au développement social,
- Sabancı Holding et Carrefour ont décidé de restructurer leur partenariat, vieux de 17 ans, dans CarrefourSA. La participation de Sabancı Holding passe à 62 % et prend la direction de la société,
- E.ON rachète la participation de 50 % détenue par Verbund dans EnerjiSA,
- EnerjiSA prend une participation dans Istanbul Anadolu Yakası Elektrik Dağıtım A.Ş (AYEDAŞ) et Toroslar Elektrik Dağıtım A.Ş (TOROSLAR EDAŞ),
- EnerjiSA met en service le parc éolien de Balıkesir (BARES),
- Sabancı Holding vend sa participation dans DiaSA,
- cession à International Paper de la participation de 43,73 % détenue dans OlmukSA.

En 2014 :
- Temsa İş Makinaları signe un partenariat avec la société japonaise Marubeni,
- AvivaSA est cotée à la Bourse d'Istanbul,

En 2015 :
- Güler Sabancı, présidente de Sabancı Holding, a été classée quatrième dans la liste des « femmes les plus puissantes » d'Europe, du Moyen-Orient et d'Afrique (EMEA), par le magazine Fortune,
- KordSA Global a ouvert une deuxième usine de production en Indonésie,
- CarrefourSA rachète 85 % de Kiler.

En 2016 : mise en service de la centrale d'EufjiSA Tufanbeyli,
En 2017 : KordSA rachète les sociétés Fabric Development Inc. (FDI) et Textile Products Inc. (TPI) aux Etats-Unis.
En 2018 :
- EnerjiSA Enerji A.Ş. fait son entrée à la Bourse d'Istanbul,
- BimSA est renommée SabancıDx,

En 2019 :
- KordSA rachète Axiom Materials,
- vente de 41 % de TemSA Construction Equipment à Marubeni,
- vente de YunSA.
- vente de TemSA Ulaşım Araçları, constructeur turc d'autocars et autobus, au fond suisse True Value Capital Partners pour 825 M de £ivres turques (env. 123 M €) ramené à 375 M £T. Opération bloquée par les banques créditrices de TemSA.

En 2020 :
- PPF, filiale de Škoda Transportation, et Sabancı Holding rachètent TemSA Ulaşım Araçları au fond suisse True Value Capital Partners pour 210 M £T.

## Le groupe Sabanci
Fin 2019, les sociétés du groupe Sabancı disposaient d'unités opérationnelles dans 12 pays et commercialisent leurs produits quasiment dans tous les pays du monde. Le Groupe Sabancı a su se forger une image de marque positive et ses entreprises ont contribué de manière significative au développement de l'économie turque. Les partenaires multinationaux, commerciaux et industriels, de Sabancı Holding comprennent des sociétés mondiales de premier plan comme Ageas, Aviva, Bridgestone, Carrefour, Danone, E.ON, HeidelbergCement, Marubeni ou Philip Morris. 
En 2019, Sabancı Group a réalisé un chiffre d'affaires consolidé de 97,6 milliards de £ires turques (₺ TL) et un bénéfice net consolidé de 3,8 milliards de TL. Les actions propres de Sabancı Holding, ainsi que les actions de ses 11 filiales, sont cotées sur Borsa Istanbul (BIST) et représentent 8,1 % de la capitalisation boursière totale du marché boursier turc. La famille Sabancı est l'actionnaire majoritaire de Sabancı Holding. Fin 2019, 48,3 % des actions de Sabancı Holding étaient cotées en bourse.

## Répartition du Chiffre d'affaires
L'activité du groupe Sabancı Holding s'exerce dans 12 pays à travers le monde: Turquie, Chypre du Nord (Pays non reconnu sauf par la Turquie), Etats-Unis, Brésil, Russie, Thaïlande, Indonésie, Allemagne, Italie, Espagne, Roumanie et Malte.
- banque AKBank : 42 % - CA = 41,3 Mds ₺ £T - 18 millions de clients particuliers + 5,1 millions d'entreprises
- énergie EnerjiSA (Coentreprise avec E.ON & EnerjiSAÜretim : 27 % - CA = 26,0 Mds £T - 9,9 millions d'abonnés,
- grande distribution CarrefourSA (JV avec Carrefour) & TeknoSA : 11 % - CA = 10,5 Mds £T - 634 + 200 magasins et 4,7 % de parts de marché,
- industrie BriSA (JV avec Bridgestone & KordSA : 10 % - CA = 9,7 Mds £T,
- assurances AKSigorta (JV avec Ageas) & AvivaSA (JV avec Aviva : 6 % - CA = 5,5 Mds £T - 3 millions d'assurés + 2,4 millions de contrats assurance vie,
- ciment AkçanSA (JV avec HeidelbergCement )& CimSA : 4 % - CA = 3,6 Mds - 16,1 Millions de tonnes (16 % de la production et 30 % des exportations de la Turquie),
- autres divers : 1 % - CA 1,1 Mds £T.